# Trichomycterus mimonha
Trichomycterus mimonha es una especie de peces de la familia Trichomycteridae en el orden de los Siluriformes.

## Morfología
• Los machos pueden llegar alcanzar los 7,8 cm de longitud  total.

## Distribución geográfica
Se encuentra en el Brasil.